# Systeem Coq
N.V. Coq was een elektrotechnisch bedrijf te Utrecht. De naam is afgeleid van de beginletters van de voornamen en achternaam van de oprichter, dr.ir. H.A. Hidde Nijland. Deze vormen tezamen het Duitse woord HAHN, maar bij de oprichting tijdens de Eerste Wereldoorlog lag een Duitse benaming gevoelig en koos de oprichter - mede met het oog op latere overplaatsing naar Frankrijk - voor het Franse equivalent van haan, coq.

## Historie
De oprichter, dr.ir. Hendrik Arend Hidde Nijland, had al een carrière in de elektrotechnische industrie achter zich toen onder zijn leiding op 22 juli 1916 een fabriek voor hoogspanningsschakelmateriaal werd opgericht onder de naam N.V. Electro-Apparatenfabrieken 'Systeem Coq'. Deze naamloze vennootschap was aanvankelijk gevestigd aan de Ridderschapstraat in de stad Utrecht, maar vanaf 1920 was het bedrijf gevestigd aan de Kanaalweg. Daar waren eind jaren dertig enkele honderden mensen werkzaam.
Coq specialiseerde zich in de fabricage van gesloten schakelapparatuur voor hoogspanningsinstallaties, van 6 tot 10 kV rond 1910, 25 kV rond 1914, 50 kV rond 1924, 100 kV in 1930 tot uiteindelijk 150 kV in 1934. Vanwege de Tweede Wereldoorlog zou het tot 1958 duren voordat een 150 kV koppelstation bij Lutterade in Limburg in bedrijf werd genomen.
Na de Tweede Wereldoorlog brak een expansiefase aan, die onder meer leidde tot de vestiging in 1953 van een filiaal nabij Parijs onder de naam Coq-France SA, waar de systemen in licentie werden vervaardigd en de licentie-productie door de Socièta Scarpa & Magnano te Milaan. De oprichter bracht in 1954 de activiteiten onder in de NV Coq's Beleggings- en BeheerMaatschappij, waarbij de Nederlandse Participatie Maatschappij en De Twentsche Bank de voornaamste aandeelhouders waren. Eind jaren vijftig werkten er bij Coq 500 à 600 mensen, er was een tekort aan geschikte werkkrachten.

## Onderdeel Smit Nijmegen
Na het overlijden van Hidde in 1962 kwam er een samenwerking tot stand met Smit Nijmegen door een ruil van aandelen eigenaar; in 1964 verkreeg de Smit Groep ook de oprichtersbewijzen in bezit. Er volgde een uitbreiding, waarbij om arbeidskrachten aan te trekken een filiaal in het buitengebied werd opgericht: in 1967 startte een montagehal te Hardenberg. De concentratie in de Nederlandse (elektrotechnische) industrie leidde in 1969 tot een samengaan van Holec en Smit Nijmegen, waarvan Coq onderdeel werd. In 1982 verhuisde het bedrijf van Utrecht naar Amersfoort, waar de hoogspanningsactiviteiten van de bedrijfsonderdelen van Holec werden gebundeld.
Hedendaags:
Douwe Egberts ·
HUBO ·
Koninklijke Jongeneel ·
Mediq ·
UMS Pastoe ·
Rabobank ·
Stork ·
Strukton ·
Vitens ·
WE

Niet meer bestaand:
Charles Vögele ·
De Korenschoof ·
De Landbouw ·
Demka ·
ElectroRail ·
GVU ·
Batterijenfabriek Herberhold ·
Hooghiemstra ·
Gemeentelijke Gasfabriek ·
Jan Jongerius N.V. ·
N.V. L B Kagenaar ·
Lood- en Zinkpletterij Hamburger ·
Lubro ·
Machinefabriek Frans Smulders ·
Machinefabriek Jaffa ·
Nieaf ·
Olland · 
Pannevis · 
PEGUS ·
N.V. Philips Lasstavenfabriek ·
PUEM ·
Systeem Coq ·
Van Boekhoven - Bosch ·
Werkspoor